# Matteo La Grua
Padre Matteo La Grua (15 de fevereiro de 1914 - 15 de janeiro de 2012)  foi um padre católico romano italiano e exorcista da Ordem Franciscana. Ele foi o autor de vários livros em italiano, incluindo La preghiera di liberazione. 
Ele entrou no sacerdócio em 25 de julho de 1937. Por mais de trinta anos foi o exorcista oficial da Arquidiocese de Palermo, Itália. No sábado, 22 de julho de 2007, o padre La Grua celebrou seu 70º aniversário de sacerdócio.
Em um livro impresso em italiano chamado O Presidente dos Exorcistas, escrito pelo exorcista sênior de Roma, padre Gabriele Amorth, há uma seção do padre La Gura sobre maldições e orações de libertação.

## Livros do Padre Matteo La Grua
- M.G. La Grua (como pseudônimo de Nebrodo), Castelbuono. Sua monografia con brevi cenni storici e Guida pratica, 1956.
- M.G. La Grua e C. Verso, Io verrò e lo curerò. Cristoterapia, Palermo, Herbita Editore, 2004.
- M.G. La Grua e C. Verso, Va' e anche tu fa lo stesso, Palermo, Herbita Editore, 2001
- M.G. La Grua, Caino. Dramma sacro in quattro atti, Palermo, Herbita Editore, 2004.
- M..G La Grua, Cristoterapia (Riflessioni). Corso di Formazione alla Cristoterapia guiado pelo Padre Matteo La Grua, em cooperação com Associazione Terapisti Cattolici, Pro manuscrito ad uso interno dei gruppi RnS.
- M.G. La Grua, Frutti di Stagione. Poesia, Palermo, Sigma Edizioni, 2003.
- M.G. La Grua, G. Costanzo, G. Savagnone, Magia e Fede, Siracusa, Editrice Istina, 1996.
- M.G. La Grua, Il Cristo nelle pietre preziose, RnS, 1999.
- M.G. La Grua, La preghiera di consolazione, Palermo, Herbita Editore, 1997
- M.G. La Grua, La preghiera di guarigione, Palermo, Herbita Editore, 1987.
- M.G. La Grua, La preghiera di liberazione, Palermo, Herbita Editore, 1985.
- M..G La Grua, La profezia assembleare nel Rinnovamento nello Spirito, Palermo, Centro Gesù Liberatore.
- M.G. La Grua, L'acompanhamento espiritual - Rilettura di Tobia, Palermo, Centro Gesù Liberatore.
- M.G. La Grua, Lavati sette volte nel Giordano e sarai guarito, RnS, 2000.
- M.G. La Grua, Le Litanie Lauretane, Palermo, Edizioni Amen, 2007.
- M.G. La Grua, M.A. Musolesi, Profeta di Dio, Shalom, 2010.
- M..G La Grua, Mistagogie, Palermo, Sigma Edizioni, 2003.
- M.G. La Grua, Oltre le cose, Palermo, Amen Edizioni, 2007.
- M..G La Grua, S. Martinez, Come colui che serve, RnS, 1999.
- M.G. La Grua, S. Martinez, M. Panciera, L'acccoglienza. Come attualizzarla efficacemente nella vita comunitaria, Shalom, 1999.
- M.G. La Grua, Spunti para uma espingarda vol. 1-2-3-4, Palermo,
- C. Verso, La tua fede ti ha salvato (presentazione di Padre Matteo La Grua), Palermo, Herbita Editrice, 1992.